# 앨리게이터 (잠수함)

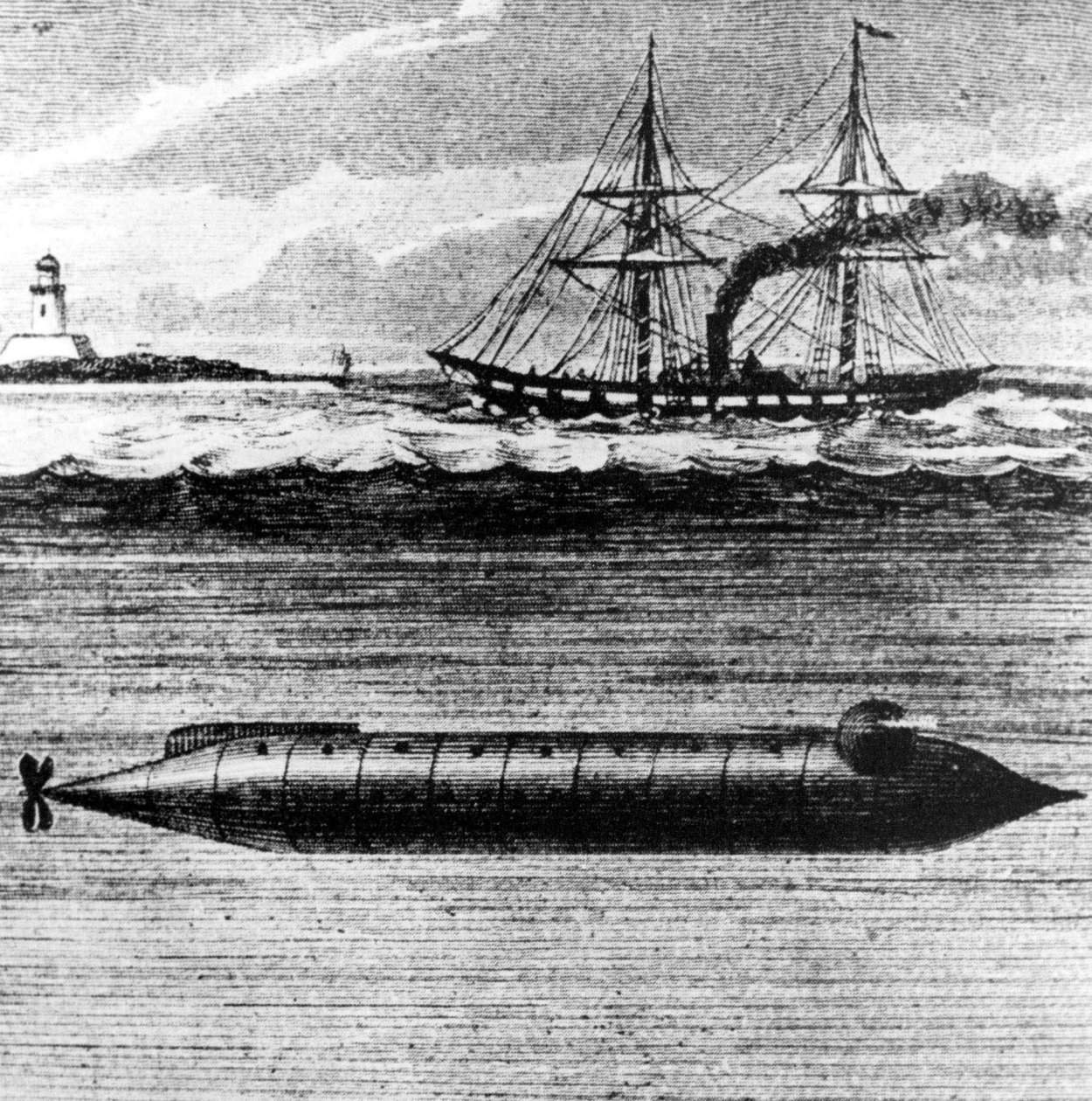

엘리게이터(USS Alligator)는 미국 최초의 잠수함이며, 남북 전쟁 당시 운용되었다.

## 건조
1861년 가을, 미국의 네피 & 레비 사에서 미 해군의 요청으로 제작했다. 프랑스인 기술자, 브루투스 데 빌레로리가 설계를 맡았다.
잠수함은 길이 9 m, 지름 1.8 m 혹은 2.4 m이다. 철로 제작했으며, 윗부분에는 유리로된 작은 원판이 꽂혀있고 여러개의 방수격실이 있다. 선측의 16개의 수동 노를 사용했지만, 1862년 7월 3일, 워싱턴 해군 공장에서 수동 크랭크 프로펠러로 교체하여 속도가 7 노트 상승했다. 잠수함 내부의 공기 펌프와 해수면의 두 개의 관과 연결되어 그 곳을 통해 산소 공급이 이루어진다.